# Alexios III Angelos

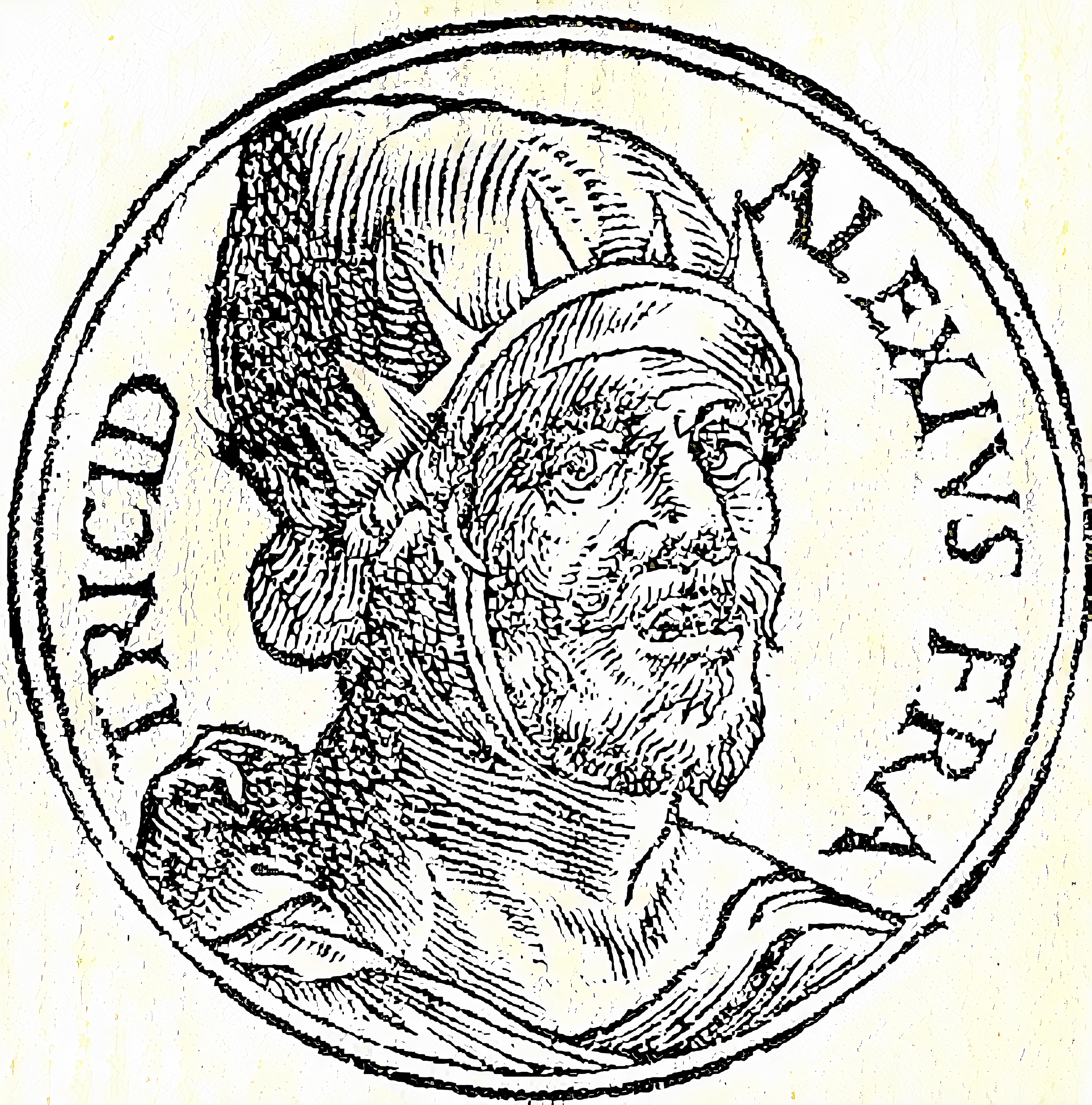
bild av Alexios III från "Promptuarii Iconum Insigniorum "

Alexios III Angelos (grekiska: 'Αλέξιος Γ' Άγγελος), var en bysantinsk kejsare 1195-1203.
Alexios gjorde 1195 uppror mot sin bror kejsar Isak, bländade honom och uppsteg själv på tronen. Isaks son Alexios IV fann dock hjälp hos det fjärde korstågets riddare. Sedan Alexios III förgävet försökt vinna över korsriddarna på sin sida, flydde han från Konstantinopel 1203, som intogs av dessa. Han omkom några år därefter i Trakien. Han var gift med Euphrosyne Doukaina Kamatera, som i realiteten utförde hans politiska uppgifter.